# امامزاده بی‌جن
امام‌زاده سید محمد موسوم به امامزاده کیا محمد بیجن یا امامزاده بیژن از نوادگان سجاد امام چهارم شیعیان می‌باشد. آرامگاه او در روستای کچپ سفلی واقع در شهرستان دابودشت در استان مازندران قرار دارد.

## شجره‌نامه
طبق کتاب زین الدین مهدی، امامزاده بیژن با ۲۸ واسطه به سجاد منتسب است.
کیا محمد بیجن ۱۱۵۰ ه‍.ق (مشهور به بیژن حاجی) یا امامزاده سید بیژن با ۲۷ واسطه به امام سجاد علیه السلام می‌رسد. از ایشان در بابل موقوفات زیادی از قبیل حمام، تکیه، محله و مسجد با نام بیژن حاجی بجا مانده. ۲
نسب ایشان عبارت است از: کیا محمد بیجن بن میرزا محمدکاظم (حاج کاظم بیک بابل) بن محمد علی بن کمال الدین بن علی بن محمد حسین بن کمال الدین بن حسین بن کمال الدین بن علی بن مرتضی بن عماد الدین بن علی بن مرتضی بن علی بن عمادالدین بن کمال الدین بن ابی محمد حسن الکیاکی بن سیدمهدی زین الدین الحسینی بن ابراهیم الارزق بن حسین بین محمد بن حسین الکوسج بن ابراهیم سنور بن محمد حرون بن حمزه بن عبیدالله اعرج بن حسین الاصغر بن امام سجاد علیه السلام.

## نام ایشان کیامحمد بیجن بوده که در محاوره به بیژن تغییر کرد
به گفته عبدالله ولی‌نژاد، سرپرست ادارهٔ اوقاف و امور خیریهٔ شهرستان نور، مردم به این امامزاده اعتقاد دارند و صاحب کرامت است. در شهرستان نور و حتی لواسان، روستای کپ و برخی دیگر از روستاهای اطراف، سادات بیژنی وجود دارد.